# Déversoir de Beers

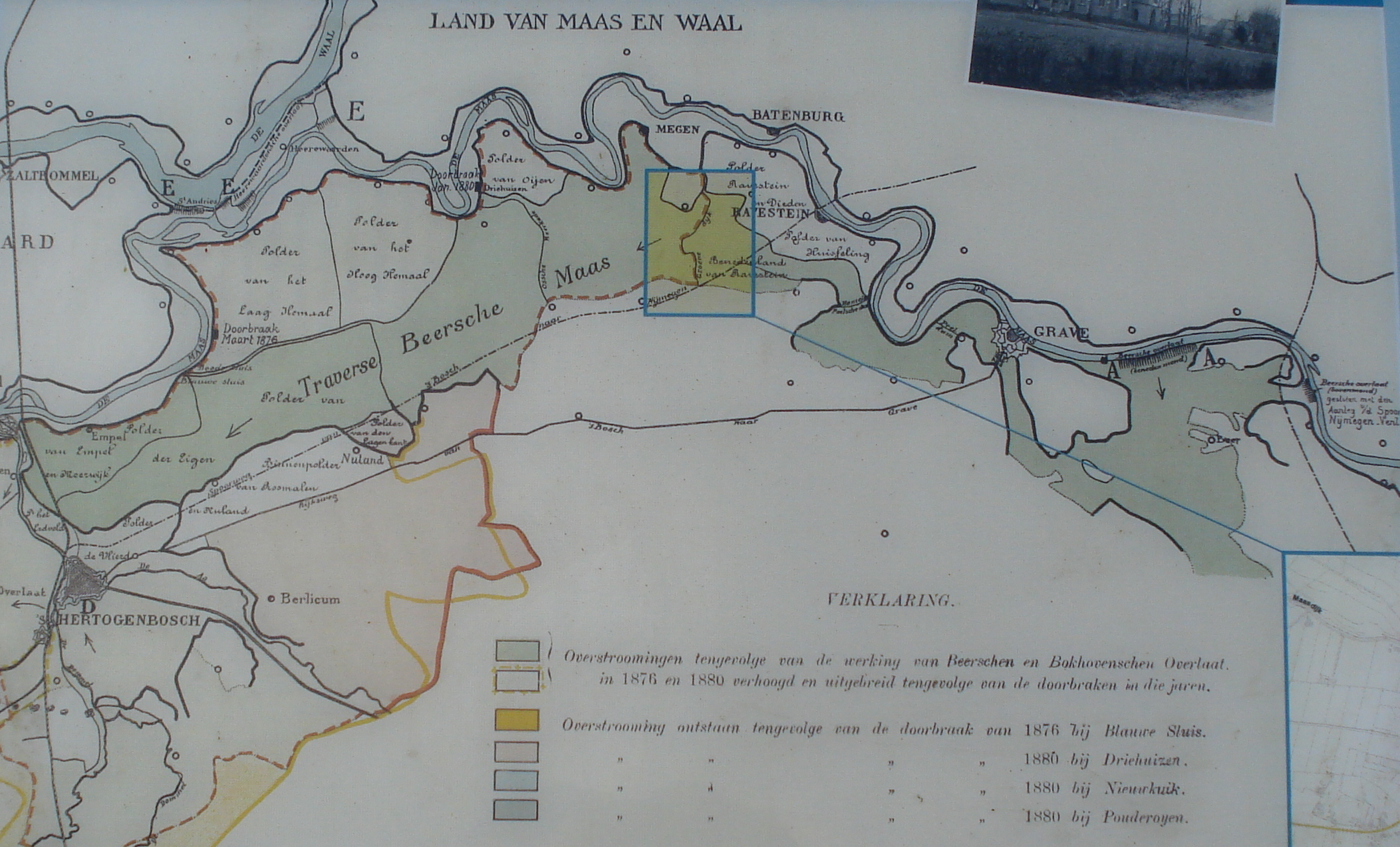
Panneau Traverse du Beersche Maas

Le déversoir de Beers (en néerlandais Beerse ou Beersche Overlaat) était l'écoulement de secours pour le trop-plein d'eau pendant les crues de la Meuse à l'entrée des pays plats dans le nord-est du Brabant-Septentrional aux Pays-Bas.   

## Terminologie
- Le nom Déversoir de Beers est utilisé originairement pour deux anciennes rives basses naturelles de la Meuse sur le territoire de l'ancienne commune de Beers, entre les localités de Gassel et Linden dans la commune de Cuijk (Brabant-Septentrional) (rive gauche), qui au XVIe siècle sont aménagés en deux quais bas.

- Par extension, le nom déversoir de Beers était depuis des siècles donné aussi au lit d'écoulement, lit sec de secours, qui s'étendait sur quelques kilomètres en largeur et plus de quarante kilomètres en longueur de Beers jusqu'au nord de Bois-le-Duc. Ce lit d'écoulement, une zone de polders fluvials, était inondé pendant les crues hivernales et la rivière qui s'y formait temporairement était communément appelé Beersche ou Beerse Maas (Meuse de Beers).
- Le déversoir de Beers matérialisait pour la population le fléau des inondations fréquentes qu'il causait.
- À la suite d'une partie récente de canalisation de la Meuse en 1922, un des deux quais bas à Beers est fermé et l'autre héritait du nom de déversoir de Beers.
- Ce déversoir de Beers est fermé en 1942. Récemment, on a introduit l'expression traverse du  déversoir de Beers ou traverse de la Meuse de Beers (traverse en néerlandais) pour référer à l'ancienne zone inondable.

## Les temps anciens
La Meuse passe aux Pays-Bas d'abord par une vallée entre les collines de la province de Limbourg. À hauteur de Cuijk, le fleuve bute au nord devant les collines morainiques de Mook et se tourne vers l'ouest pour passer dans la région plate et basse du Maaskant, moins de 10 m au-dessus du niveau de la mer, qui se trouve encore à 100 km de distance. Depuis la dernière ère glaciaire, le fleuve a creusé, au hasard des inondations, un réseau de méandres et de lits dont on trouve toujours les traces dans le paysage. En temps de crue, le fleuve, retenu par les collines morainiques de Mook (rive droite), débordait en aval de Cuijk par la rive gauche, un peu partout où la rive était un peu plus basse, formant ainsi des déversoirs naturels. 
Au début de notre ère, l'homme commence à défricher les forêts des rives et ceci renforce les inondations. Le fleuve change pendant le premier millénium de notre ère plusieurs fois de lit principal, formant de nouveaux méandres. L'homme a besoin de se garder contre ce fleuve capricieux et les premiers efforts de canalisation de la Meuse datent du Xe siècle. On construit des digues, allant en trois siècles progressivement de l'embouchure à l'ouest vers l'est. Dès le Xe siècle on raccourcit le lit de la Meuse en coupant les méandres, ce qui amène Balgoij, Neerloon (et beaucoup plus tard Keent) à changer de rive.

## Les déversoirs

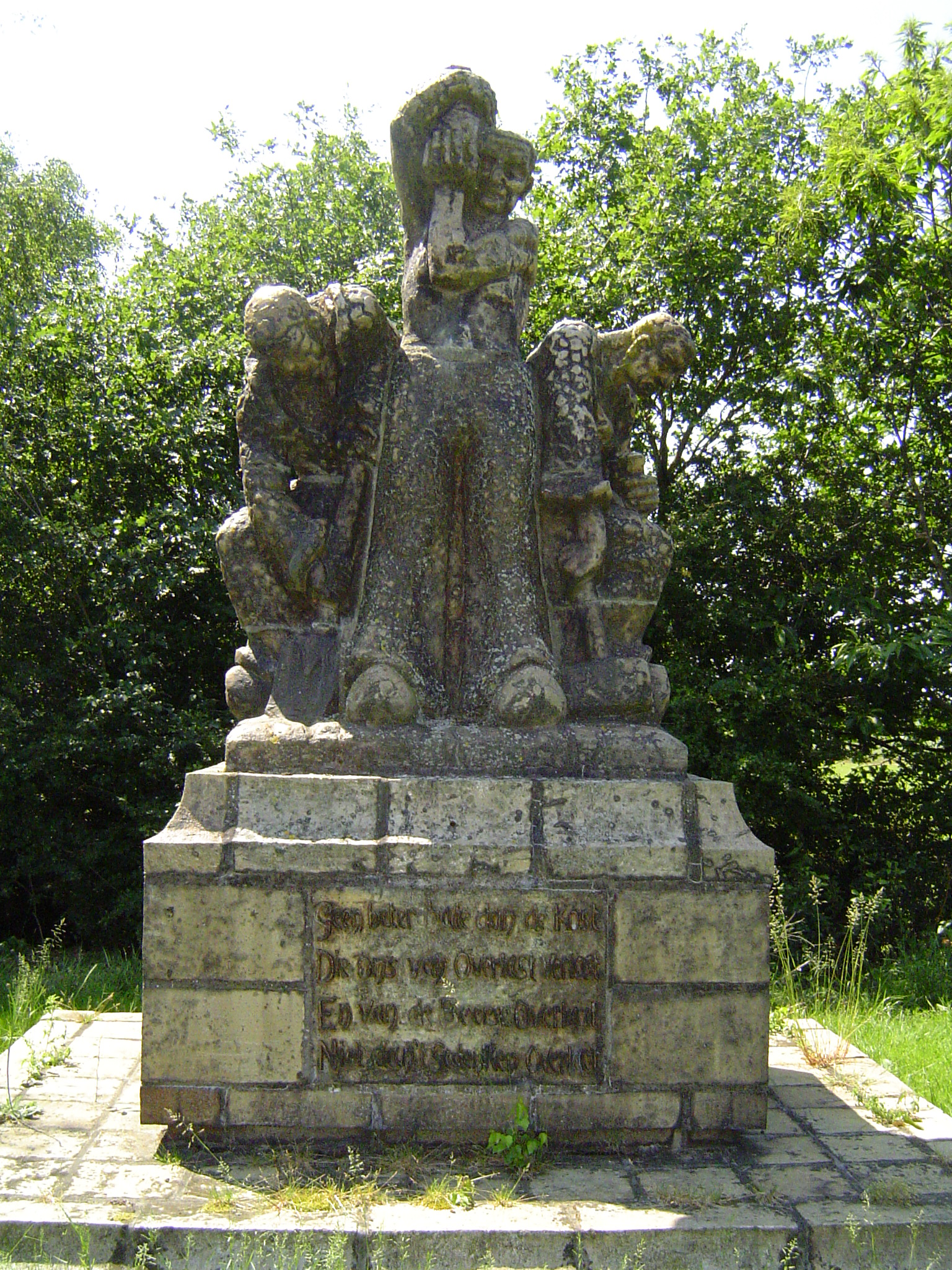
Gassel-Beers, monument commémorant la fermeture du déversoir de Beers.

Malgré les canalisations, il fallait que l'eau des crues passe. Pour régulariser les inondations, on a laissé sur la rive gauche, entre des tronçons de digues, des déversoirs naturels, entre autres à Lith, à Grave et à Beers, pour diriger l'eau dans la zone inondable parallèle à la Meuse. Cette zone inondable, prenait très tôt le nom de Beersche Overlaat et la rivière temporelle le nom de Beersche Maas. 
Dès au XIVe siècle, le Duc de Brabant faisait creuser dans cette zone inondable, zone de polders fluviaux, la Hertogswetering, mi-canal, mi-rivière, qui suivait en partie d'anciens lits de la Meuse. 
Ainsi en temps de petites crues l'eau déversée pouvait suivre la vallée du Raam et le bassin de la Hertogswetering pour rejoindre la Meuse à hauteur de Bois-le-Duc où on avait mis une station de pompage, le Hertogsgemaal. 
En même temps on construisait à plusieurs endroits au long du Beersche Maas des digues longitudinales pour défendre contre les grandes crues les villages attenants, construits sur des donks, dunes de sable fluvial de hauteurs presque imperceptibles. Dans la traverse du Beersche Maas, on construisait également des digues transversales telles que la Erfdijk à Herpen et la Groenendijk à Haren, vieux de plusieurs siècles. Ces digues permettaient de garder des parcelles sèches pendant les crues modérées, mais ne protégeaient pas contre les grandes crues. En tout, le territoire, parfois aussi les lieux bâtis d'une trentaine de villages avait à souffrir fréquemment de l'eau. Mais l'eau apportait aussi l'argile fertile. Ainsi les villages se développaient en longueur sur les deux bords du Beerse Maas, tandis que les parcelles étroites s'étiraient en longueur dans le polder. Cette structure médiévale a été gardée jusqu'à nos jours, notamment dans les villages de la commune de Lith.

## La fermeture des déversoirs
Au début du XXe siècle, pour régulariser davantage les inondations de la rive gauche de la Meuse, on a fermé tous les déversoirs sauf celui de Beers, où l'on a construit en 1922 un quai bas de la Meuse. Pour mieux pouvoir régulariser la Meuse, on décide à cette époque la construction de grandes écluses à Lith. Quant au déversoir de Beers, celui-là est fermé définitivement en 1942. On a érigé entre Gassel et Beers un monument, commémorant la fermeture du Beerse Overlaat.
Actuellement, on étudie la possibilité de réinstaller le Déversoir de Beers et de faire de la traverse un bassin de secours pour la Meuse et une zone naturelle à préserver. Ce projet doit tenir compte de l'expansion récente des villes au bord de la traverse, notamment Grave, Oss et Rosmalen. À Rosmalen, on a même nommé un des nouveaux quartiers le Overlaat.

## Paysages dans la traverse du déversoir de Beers

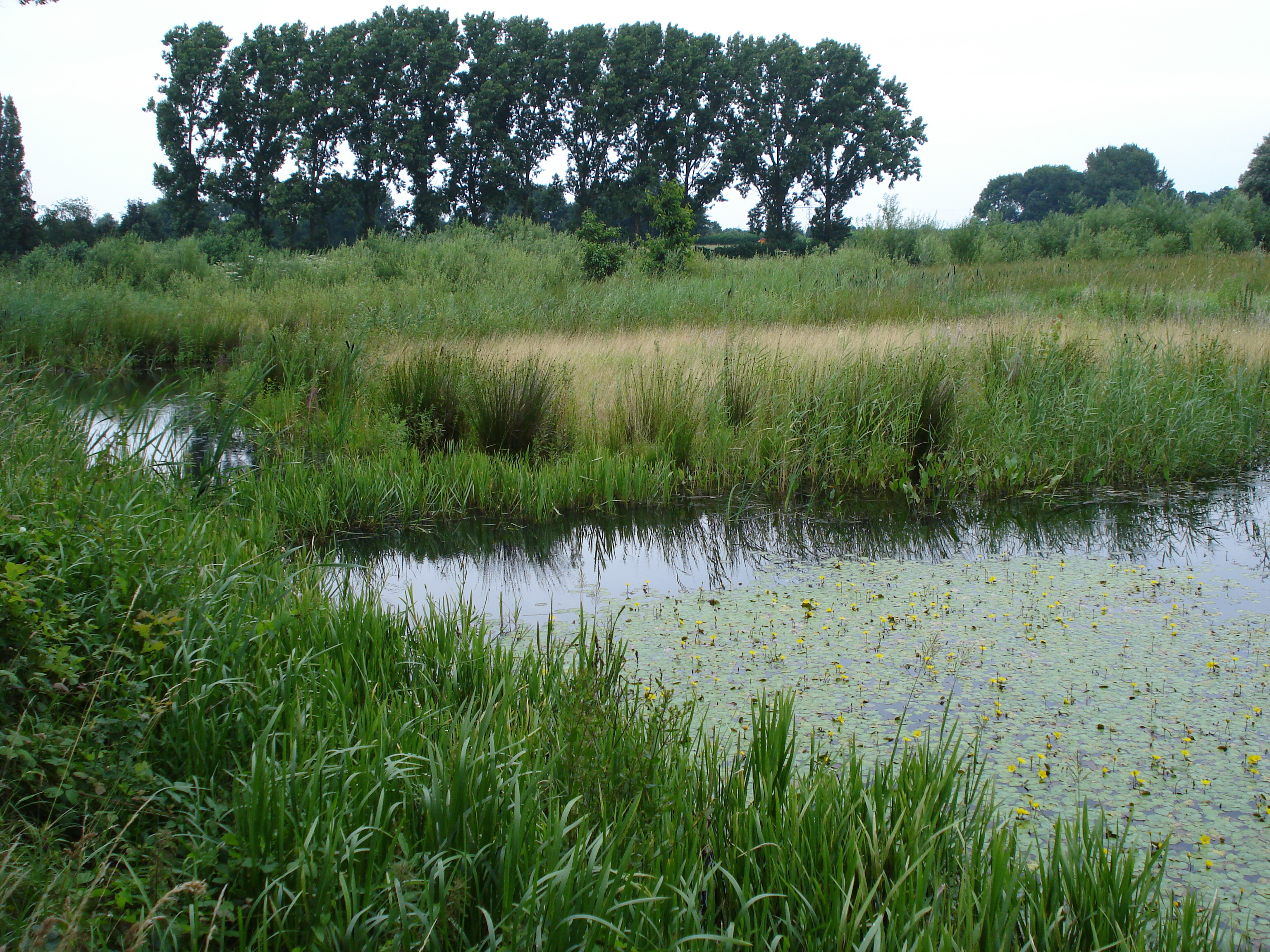
Linden, paysage
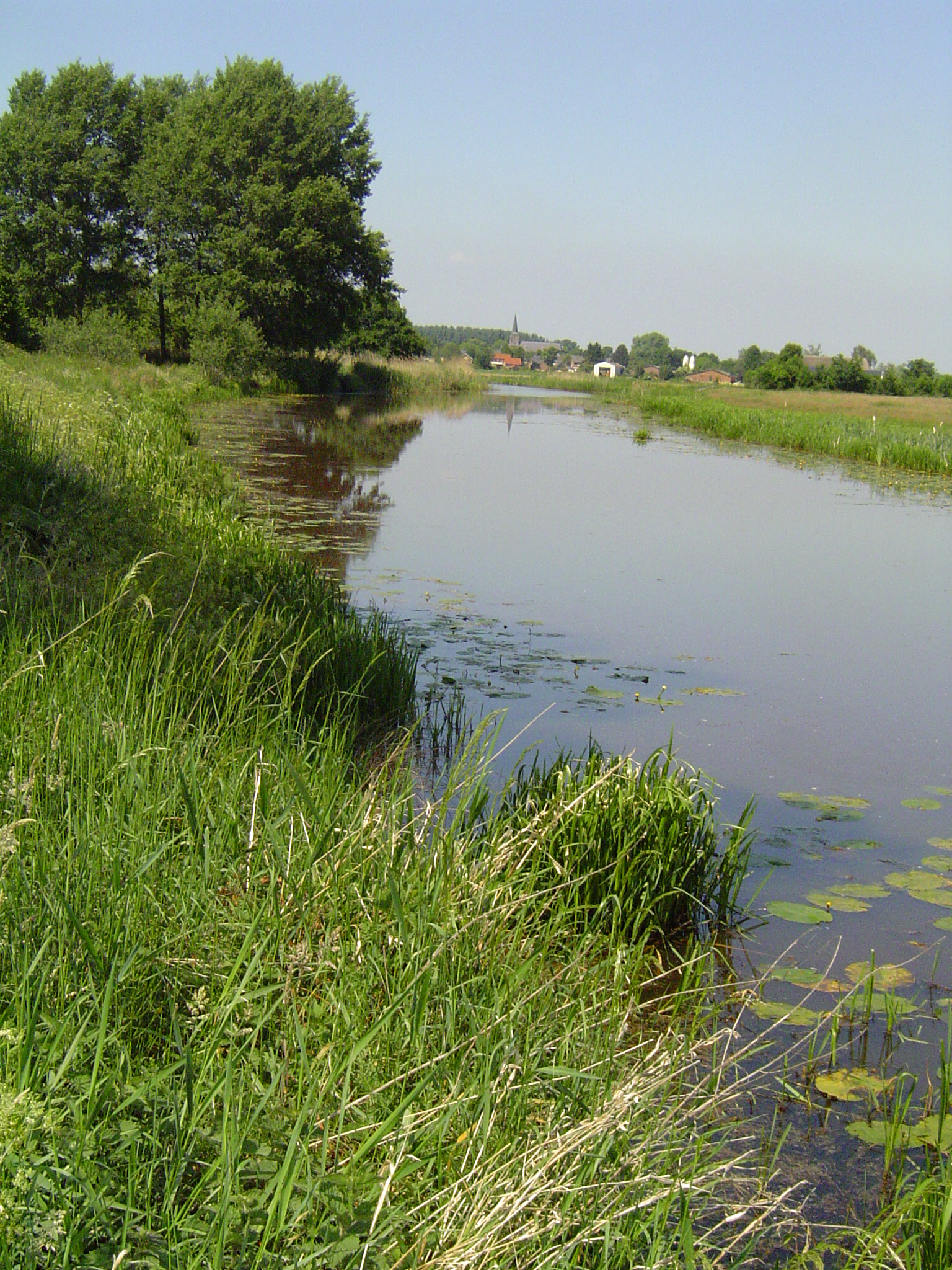
Le Raam en amont d'Escharen
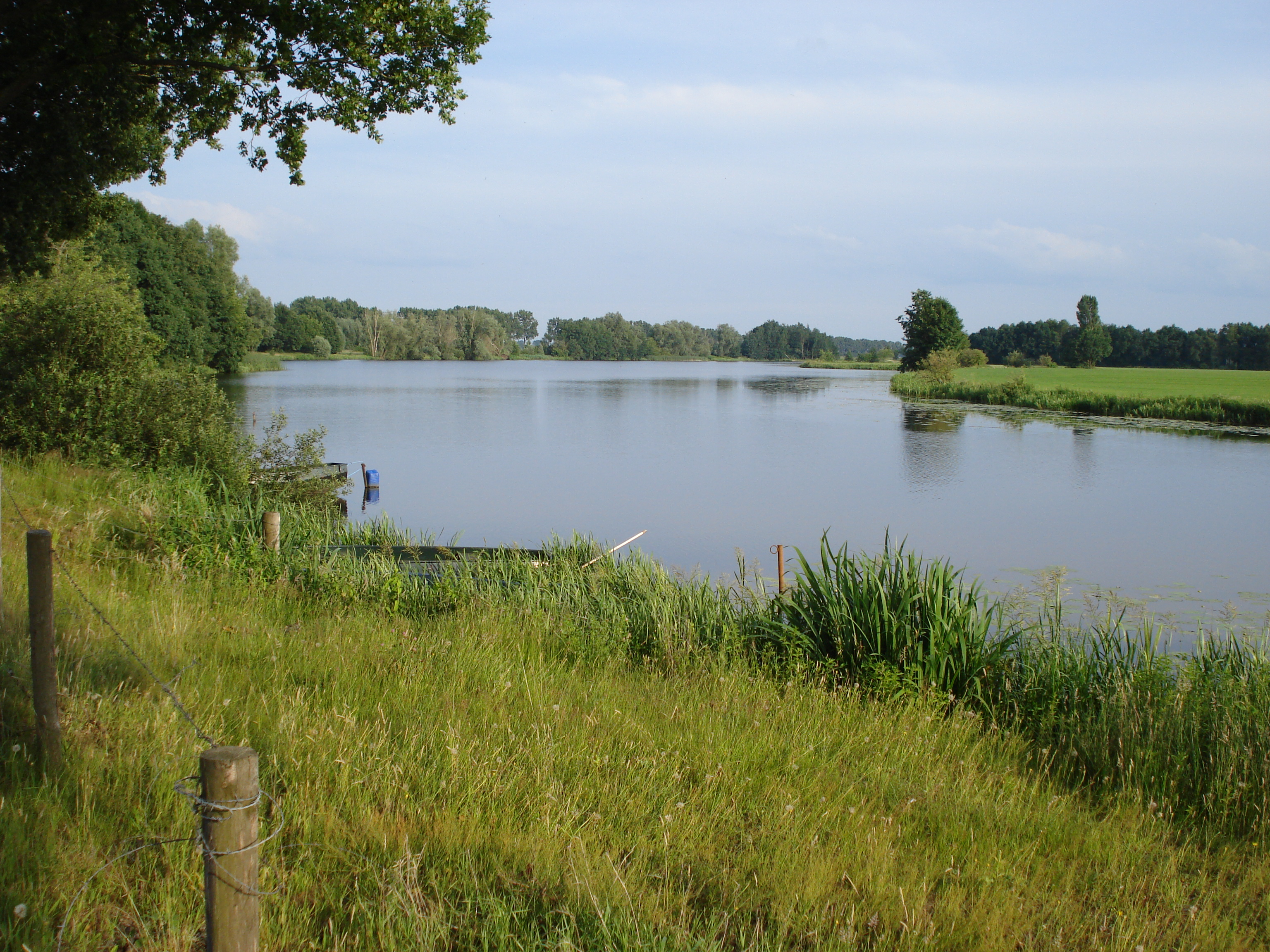
Herpen, Hertogswetering section Hamerspoel, ancien bras de la Meuse.
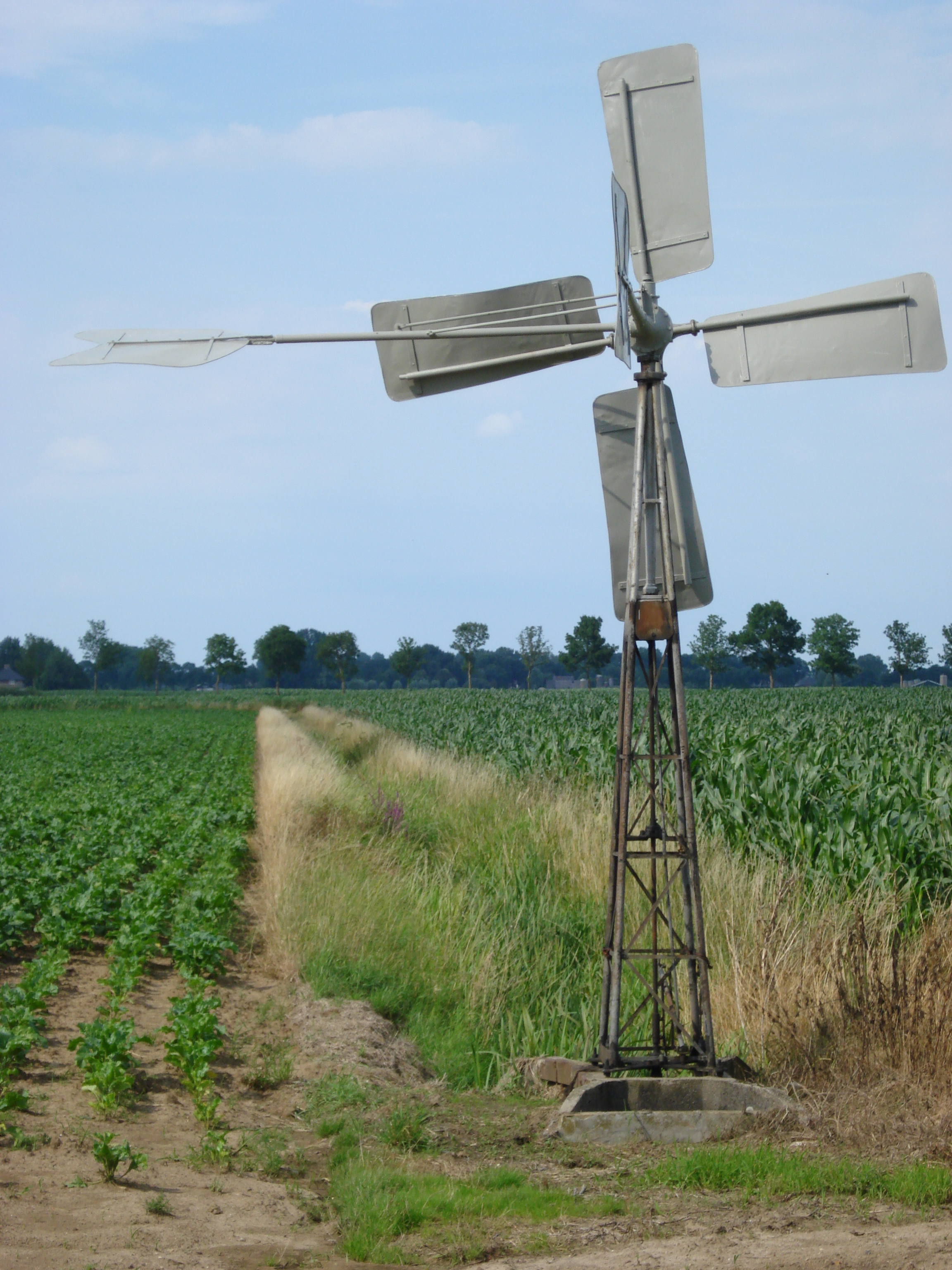
Petit moulin de drainage
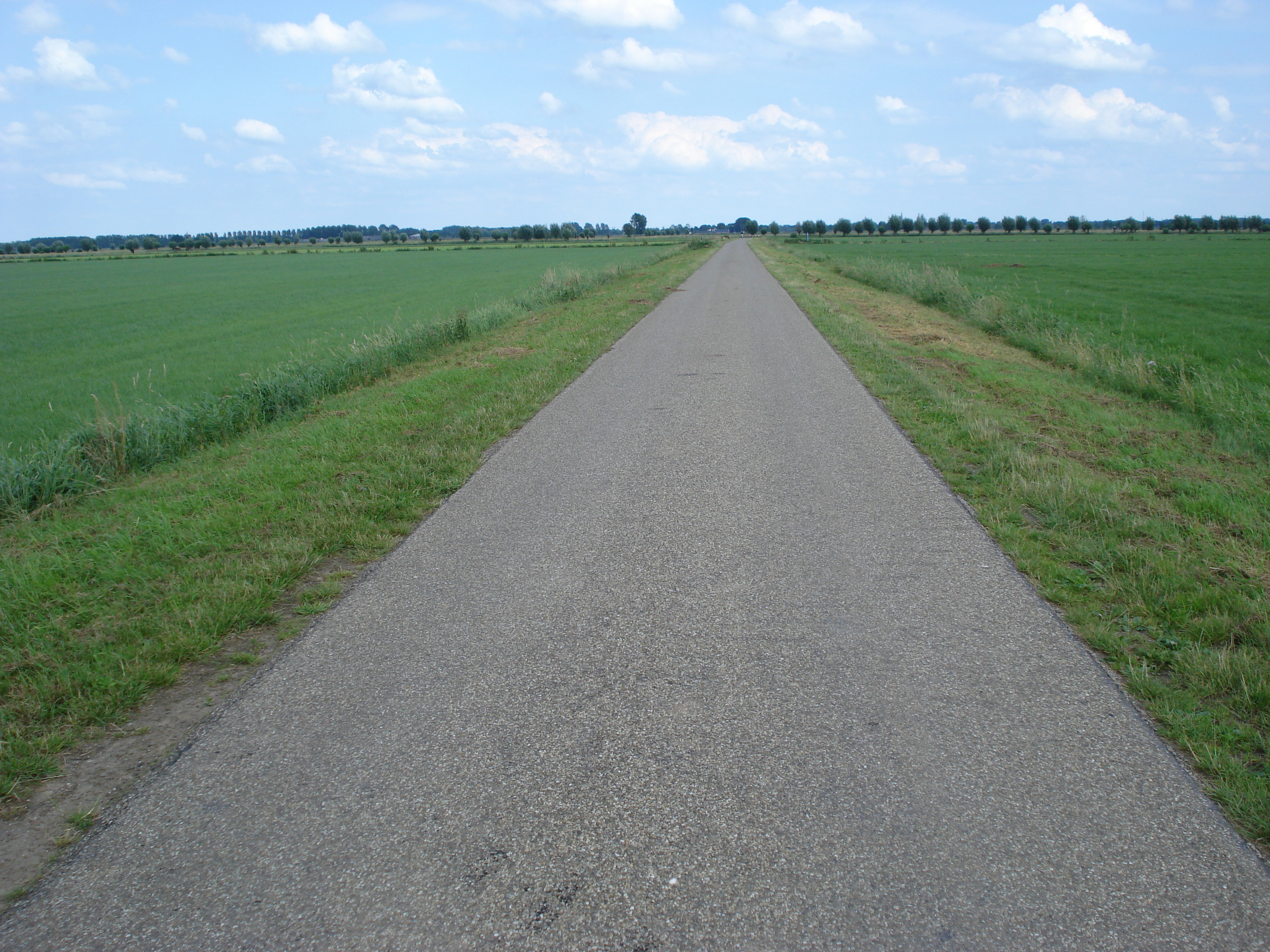
Haren, Groenendijk, digue transversale dans la Traverse du Beerse Overlaat.
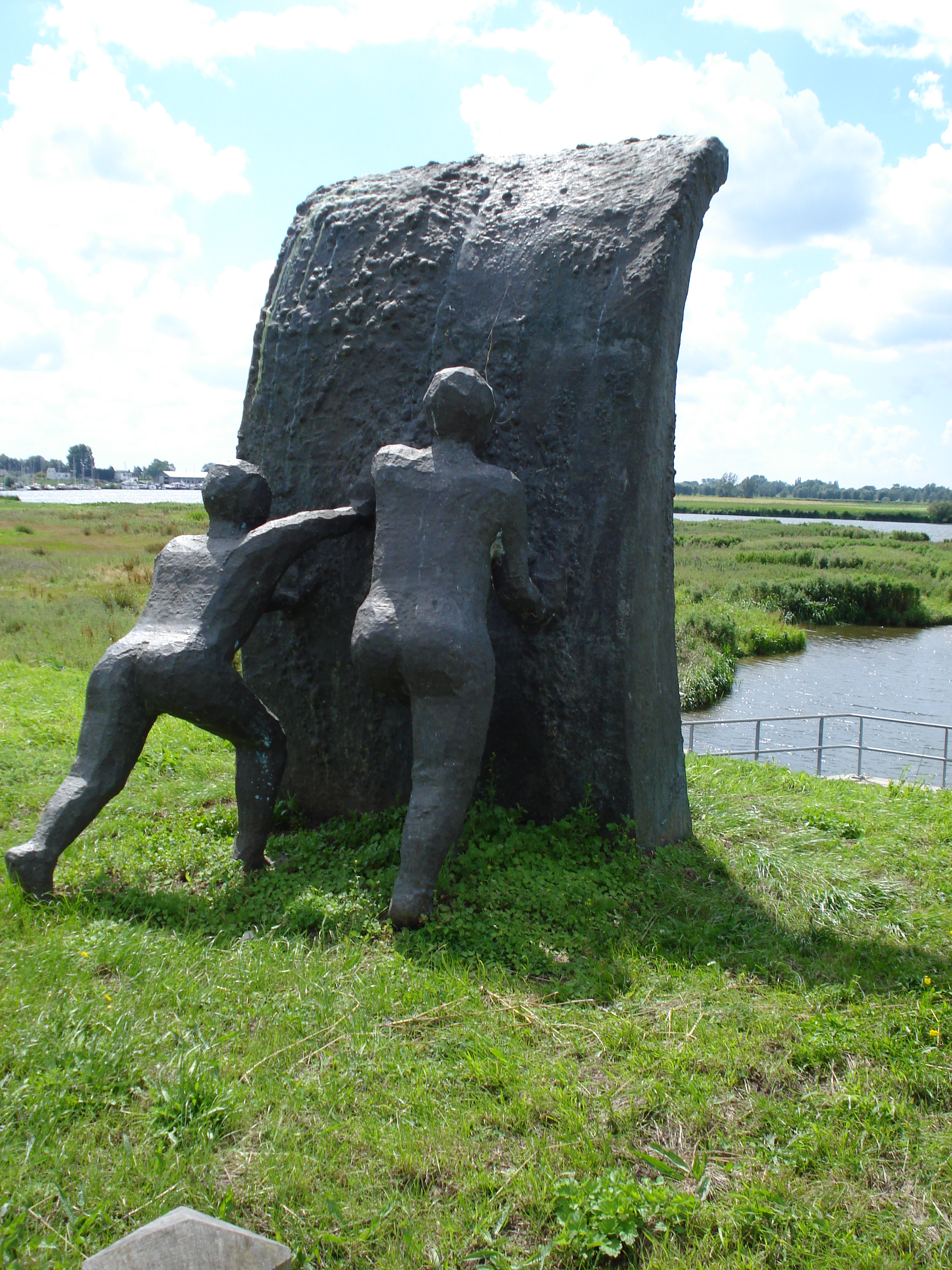
Teeffelen, monument au bord de la Meuse symbolisant la fermeture d'un déversoir.